# René Borchanne
René Borchanne, né le 5 septembre 1905 à Yverdon-les-Bains et mort le 16 mars 1979, est un écrivain suisse vaudois.

## Biographie
Il est né Ernest Bory ; il suit une formation dans le domaine de la banque ; il devient chef des services financiers et comptables de la Société de la Feuille d'avis de Lausanne. 
Il publie des poèmes et des romans sous le nom de René Borchanne. Il est membre de plusieurs associations, comme le groupe littéraire Jean Violette à Genève, la Société suisse d'écrivains, ainsi que de l'association vaudoise des écrivains. 
René Borchanne reçoit en 1946 le prix de poésie des fêtes du Rhône et en 1947 le grand prix de littérature rhodanienne (Nîmes).

## Œuvres
- Flammes romaines : poèmes, Lausanne, Éd. de Montolivet, 1935, 96 p.
- Joie dans le cœur : poèmes, Neuchâtel, Éditions La Baconnière, 1937, 113 p. ; illustrations d'André C. Lambert ; tirage à 300 exemplaires dont 10 sur vergé d'Arches
- Beauté de vivre : poèmes, Lausanne, F. Roth, 1946, 112 p.
- Conscience des hommes : poèmes de la chrétienté, Lausanne, Kercoff, 1950, 126 p. ; illustré de bois gravés d'Ernest Pizzotti
- Le Côteau de Lavaux, Neuchâtel, Éditions du Griffon, 1951, 80 p. (collection « Trésors de Mon Pays » n° 52)
- La nuit sera plus belle : poèmes, Lausanne, Éditions des Alpes, 1952, 90 p. ; tirage à 200 exemplaires ; illustré de bois gravés d'Ernest Pizzotti
- Cet amour que tu voulais : roman, Lausanne, Éditions réunies, 1956, 302 p. ; tirage à 1040 exemplaires numérotés, dont 40 sur vélin pur fil lafuma
- La punition insolite : roman, Paris, Tchou, 1970, 259 p.

## Sources
- Henri Devain, Poètes de Suisse romande : poèmes et notices bio-bibliographiques, Éditions du Centre, 1955, p. 21.
- Écrivains suisses d'aujourd'hui, Berne, 1962, p. 31.